# Alexandre Vilalta
Alexandre Vilalta i Faura (Barcelone, 29 novembre 1905 – Torreón, 24 mai 1984) est un grand pianiste catalan, exilé pendant la guerre civile espagnole au Mexique.

## Biographie
Alexandre Vilalta reçoit ses premières leçons de musique de son père, Emili Vilalta i Vila, un pianiste d'exception, disciple d'Isaac Albéniz. Il fait ses débuts dès ses six ans, dans un récital privé chez le poète Apel·les Mestres. Un des spectateurs, Carles Gumersind Vidiella, offre des leçons gratuites, interrompues quatre années plus tard, à la mort de Vidiella. Il s'inscrit à l'école de musique de Barcelone et étudie avec l'éminent Carles Pellicer, avec qui termine son cycle dès ses quatorze ans. Il se perfectionne à Académie Marshall, d'où il sort pianiste virtuose à vingt ans seulement. Il est embauché en tant qu'accompagnateur du violoniste Joan Manén pour une tournée de soixante concerts à travers l'Espagne. Il participe à de grands concerts symphoniques dirigés par des figures comme Igor Stravinsky, Pablo Casals et Ricardo Lamote de Grignon, et accompagne des artistes renommés, tels Fritz Kreisler, Maurice Maréchal, Pierre Fournier, Gaspar Cassadó et Francesc Costa. Les concerts du duo Costa-Vilalta, deviennent spécialement une véritable institution à Barcelone. Dans les années 1930, Alexandre Vilalta anime une académie de musique à Barcelone.
Pendant la guerre civile espagnole il est désigné par la Généralité de Catalogne comme représentant de la culture catalane dans une série de concerts en Angleterre, en Belgique, en Hollande et en France, notamment lors de la  célébration de l'Exposition universelle de 1937 à Paris, en même temps que l'exposition de Guernica de Pablo Picasso. Alexandre Vilalta choisit l'exil en France et en 1938, se rend en Amérique pour accompagner la chanteuse Conxita Badia lors d'une tournée de concerts à travers le Brésil et l'Argentine. Plus tard, il poursuit ses tournées de pianiste accompagnateur avec Manuel de Falla à Buenos Aires et en tant que soliste en Uruguay, au Chili, au Pérou, à Panama, au Venezuela et au Mexique.
Après la guerre d'Espagne, Vilalta décide de rester en exil et fait ses débuts au Town Hall de New York et au fameux Carnegie Hall, loué comme le meilleur pianiste de la saison. Il reste plus de six années aux États-Unis en se produisant dans les salles de l'entrepreneur Samuel Hurok. De retour au Mexique en 1947, Vilalta organise une série de trente-six concerts à la télévision XEW de la capitale, avec un orchestre symphonique dirigé par Raul Lavista. Après un nouveau voyage aux États-Unis et une tournée à travers l'Amérique du Sud, en 1953, il s'installe définitivement à Torreón, État de Coahuila (Mexique). Dans cette ville, il crée et dirige le Patronato Lagunero Pro Arte y Culture, qui stimule des activités artistiques et il promut des concerts (avec des artistes comme José Iturbi, Alexandre Slobodyanik, Jean-Pierre Rampal et Viktor Tretiakov) qui donnent une renommée internationale. Il dirige aussi les chœurs du Colegio La Luz et de l’Instituto Francés de la Laguna. Au cours de la saison 1982-1983, il donne une série de concerts et meurt l'année suivante à l'âge de 78 ans.
En tant que compositeur, on lui a attribué la sardane Borges Blanques.

## Enregistrements
Sur rouleau de piano mécanique
- El albaicín (extr. de la Suite Ibéria), d'Isaac Albéniz (Allemagne, Hupfeld, s.a.)
- Almería (Suite Ibéria), d'Isaac Albéniz (Allemagne, Hupfeld, s.a.)
- Evocación (Suite Ibéria), d'Isaac Albéniz (Allemagne, Hupfeld, s.a.)

Sur disque 78t ou microsillon
- Le chant des oiseaux ; Chanson de Maria, Conxita Supervia, mezzosoprano (1931, Barcelone, Gramófono Odeón 184229)
- Cuba ; Cádiz, d'Isaac Albéniz (São Paulo, Odeón C-7336)
- Grenade ; Cádiz, d'Isaac Albéniz (1940, Buenos Aires, Odeón 177265)
- Aragón ; Castilla, d'Isaac Albéniz (1940, Buenos Aires, Odeón 177267)
- Seville ; Cuba, d'Isaac Albéniz (1940, Buenos Aires, Odeón 177268)
- Grillez Bermeja, d'Isaac Albéniz (1940, Buenos Aires, Odeón 177269)

Rééditions
- Serranilla de Joaquín Rodrigo, Chanson de Maria de Joan Lamote de Grignon, L'heure grise de Frederico Mompou et Le vito, Paño murciano et Le chant des oiseaux de Joaquim Nin ; Conxita Supervia, mezzosoprano  (1931, « The Complete Conchita Supervía, vol. 3, Parlophone & Odeon », 2CD Marston 520602 [2008]) (OCLC 247411588)